# I Had a Love
«I Had a Love» (en español: «Tuve un amor») es el segundo sencillo de la banda de 1980 Blue Angel para su álbum Blue Angel de 1980. Contaba como lado B Can't Blame Me, fue lanzado en bastantes países, pero no logró entrar a ningún gráfico importante. Junto con Late son los únicos sencillos que tuvieron vídeo musical de la banda. Recibió críticas positivas. Se interpretó en las giras Blue Angel Tour y The Fun Tour.

## Formatos[4]

### 7" Australia - 1980
1. «I Had A Love» 2:47.
2. «Just The Other Day» 2:42.

### 7" Promo France - 1980
1. «I Had A Love» 2:47.
2. «I'm Gonna Be Strong» 2:50.

### 7" Holland - 1980
1. «I Had A Love» 2:47.
2. «Fade» 2:45.

### 7" UK - 1980
1. «I Had A Love» 2:47.
2. «Can't Blame Me» 2.37.

### 7" USA - 1980
1. «I Had A Love» 2:47.
2. «Take A Chance» 2:36.

### 7" White Label Promo USA - 1980
1. «I Had A Love» 2:47.
2. «I Had A Love» 2:47.